# Isetemkheb A
Đối với những người phụ nữ có cùng tên gọi, xem Isetemkheb.
Isetemkheb A là một phụ nữ sống vào thời kỳ Vương triều thứ 21 trong lịch sử Ai Cập cổ đại. Bà là vương phi của Pinedjem I, một Đại tư tế của Amun đã cai trị toàn bộ Thượng Ai Cập lúc bấy giờ.

## Chứng thực
Isetemkheb A chỉ được biết đến qua những viên gạch có khắc tên của bà ngay bên cạnh tên của Đại tư tế Pinedjem I, được tìm thấy tại el-Hiba. Tên của Isetemkheb A được khắc cùng với danh hiệu "Chánh phi trong hậu cung của Amun", nhưng Duathathor-Henuttawy (con gái của Pharaon Ramesses XI), một vương phi khác của Pinedjem I, cũng mang danh hiệu này. Không rõ Isetemkheb A mới là vợ cả của Pinedjem I, sau khi bà qua đời thì Pinedjem mới tấn phong Henuttawy làm Chánh phi, hay Pinedjem I lập song song hai bà làm Chánh phi.
Ngoài danh hiệu kể trên, người ta không rõ bất cứ thông tin nào về Isetemkheb A, ngay cả những người con (nếu có) của bà. Một số nhà Ai Cập học cho rằng, Isetemkheb A có ít nhất một người con trai, là Djedkhonsuefankh, người sau này tập tước Đại tư tế của Amun từ Masaharta (một người con của Pinedjem I).